# Алапахский бульдог
Алапахский бульдог — американская порода собак, выведенная на основе английского бульдога и региональных собак питового типа. Другое название — бульдог отто. 
Алапахский бульдог является одной из самых редких пород собак, распространён в основном в Америке. На данный момент насчитывается около 200 особей данной породы.

## История происхождения
Алапахский бульдог был сформирован как порода в американском штате Джорджия в конце XIX века. Работа по созданию этой породы велась фермерской семьёй по фамилии Лэйн. В основу легло поголовье английских бульдогов, ранее завезённых в эту страну, с добавлением к ним кровей местных собак.
В самом начале своей работы автор породы ставил своей целью модифицировать английских бульдогов таким образом, чтобы сделать их более универсальными для использования в фермерском хозяйстве. В частности, собака должна была одновременно выполнять охранные функции, пасти скот и обладать качествами охотничьей собаки.
Первой собакой этой породы, занесённой в племенную книгу, стал кобель по кличке Отто. Это событие произошло в середине двадцатого века, в 1940-х годах. С тех пор стандарт породы считался сформированным, а Отто стал родоначальником новой породы. От него и произошло второе, неофициальное название породы.
Основная работа по формированию уже более современного типа этой породы была проведена заводчицей по имени Лана Лэ Лэйн из семьи Лэйнов.
Фонд исследований животных (ARF) признал породу в 1986 году.  Международная кинологическая федерация (FCI) до сих пор не зарегистрировала алапахского бульдога как породу.

## Описание
Собакам этой породы свойственен выраженный половой диморфизм. Кобели могут быть почти в два раза тяжелее суки и заметно крупнее её внешне. Вес этих собак составляет от 23 до 41 кг, а рост в холке от 50 до 65 см.
Алапахский бульдог — мощная, атлетически сложенная собака квадратного формата. Голова крупная, массивная, с широким сводистым лбом и хорошо выраженными челюстями. Глаза круглые, отвислость века небольшая либо отсутствует. Цвет карий или голубой, допускается наличие гетерохромии. Уши высоко поставленные, небольшие, висячие или полувисячие. Шея мощная, голова имеет высокий постав. Грудь широкая, но не глубокая. Спина прямая, мускулистая, с хорошо выраженным крупом. Конечности длинные, прямые, с выраженными суставами. Хвост низко посажен, тонкий, длиной по скакательный сустав. Шерсть гладкая, жёсткая, плотно прилегающая к коже. Допустимые окрасы: белый, тигровый, пегий с пятнами любого цвета.

## Характер
Алапахский бульдог обладает уравновешенным темпераментом и целеустремлённым, упрямым характером. Проявляет особую преданность хозяевам. К посторонним людям и животным относится с недоверием, может проявлять агрессию, поэтому хорошо подходит для охраны территории.
Поведение в семье спокойное: собака не склонна к шумным играм и лаю, не навязчива. При этом алапахский бульдог хорошо уживается с другими животными в доме, причём это касается как собак, так и представителей других видов.
В силу сложного характера эти собаки не подходят для начинающих собаковладельцев.

## Содержание и уход
Собаки этой породы не требуют специализированного ухода и не являются сложными в содержании.
Имеют короткую шерсть, благодаря чему не склонны к сильной линьке. Бывает что вычёсывание не требуется им вовсе, достаточно протирать собаку влажной махровой тряпкой для того, чтобы удалить отмершие волосы.
Физические нагрузки алапахскому бульдогу нужны умеренные, в длительных прогулках нет необходимости. Во время выгула в зимний период собак этой породы нужно беречь от переохлаждения, выгуливать в специальной одежде. Дома место собаки должно располагаться там, где нет сквозняков.
Чувство насыщения развито у этих собак слабо, вследствие чего они склонны к ожирению. Чтобы избежать этого, нужно контролировать количество получаемой собакой пищи.